# Puchar Ukrainy w piłce nożnej (2015/2016)
Puchar Ukrainy 2015/2016 (oficjalna nazwa: Puchar Ukrainy w piłce nożnej, ukr. Кубок України з футболу) – 25. rozgrywki ukraińskiej PFL, mające na celu wyłonienie zdobywcy krajowego Pucharu, który zakwalifikuje się tym samym do Ligi Europy UEFA sezonu 2016/17. Sezon trwał od 22 lipca 2015 do 21 maja 2016.
W sezonie 2015/2016 rozgrywki te składały się z:
- rundy wstępnej
- meczu 1/16 finału, w której dołączyły zespoły Premier-lihi sezonu 2014/2015,
- meczów 1/8 finału,
- meczów 1/4 finału,
- meczów 1/2 finału,
- meczu finałowego.

## Drużyny
Do rozgrywek Pucharu przystąpiło 45 klubów Premier, Pierwszej i Drugiej Lihi oraz Finalista i Ćwierćfinalista Pucharu Ukrainy 2014 roku spośród drużyn amatorskich.
| Kluby Premier Lihi: | Kluby Pierwszej Lihi: | Kluby Drugiej Lihi: | Uczestnicy Pucharu Ukrainy spośród drużyn amatorskich:     |
| - Czornomoreć Odessa - Dnipro Dniepropetrowsk - Dynamo Kijów - FK Oleksandria - Howerła Użhorod - Karpaty Lwów - Metalist Charków - Metałurh Zaporoże - Olimpik Donieck - Stal Dnieprodzierżyńsk - Szachtar Donieck - Wołyń Łuck - Worskła Połtawa - Zoria Ługańsk | - Awanhard Kramatorsk - Czerkaśkyj Dnipro Czerkasy - Desna Czernihów - FK Połtawa - FK Sumy - FK Tarnopol - Helios Charków - Hirnyk Krzywy Róg - Hirnyk-Sport Komsomolsk - Illicziweć Mariupol - MFK Mikołajów - Naftowyk-Ukrnafta Ochtyrka - Nywa Tarnopol - Obołoń-Browar Kijów - Zirka Kirowohrad | - Arsenał Kijów - Arsenał-Kyjiwszczyna Biała Cerkiew - Barsa Sumy - Bukowyna Czerniowce - Enerhija Nowa Kachowka - FK Nikopol-NPHU - Inhułeć Petrowe - Kołos Kowaliwka - Kremiń Krzemieńczuk - Krystał Chersoń - Myr Hornostajiwka - Reał Farma Odessa - Skała Stryj - Weres Równe | - SKK Demnia (finalista) - Bałkany Zoria (ćwierćfinalista) |

## Terminarz rozgrywek

### Runda wstępna (1/32)
Mecze rozegrano 22 lipca 2015.
| Naftowyk-Ukrnafta Ochtyrka         | 3:1 | Nywa Tarnopol              |             |
| Arsenał Kijów                      | 1:0 | Weres Równe                |             |
| Kołos Kowaliwka                    | 1:3 | FK Sumy                    |             |
| Reał Farma Owidiopol               | 0:0 | Krystał Chersoń            | dod., k.4:5 |
| SKK Demnia                         | 1:2 | Inhułeć Petrowe            | dod.        |
| Awanhard Kramatorsk                | 2:1 | FK Połtawa                 |             |
| Arsenał-Kyjiwszczyna Biała Cerkiew | 0:2 | Obołoń-Browar Kijów        |             |
| Bukowyna Czerniowce                | 0:0 | MFK Mikołajów              | dod., k.4:5 |
| Enerhija Nowa Kachowka             | 0:4 | Hirnyk Krzywy Róg          |             |
| Bałkany Zoria                      | 2:1 | Skała Stryj                |             |
| Myr Hornostajiwka                  | 6:0 | Barsa Sumy                 |             |
| FK Nikopol-NPHU                    | 1:3 | FK Tarnopol                |             |
| Kremiń Krzemieńczuk                | 0:4 | Czerkaśkyj Dnipro Czerkasy |             |

### 1/16 finału
Mecze rozegrano 22 sierpnia 2015, jedynie mecz Czerkaśkyj Dnipro Czerkasy – Stal Dnieprodzierżyńsk rozegrano 21 sierpnia 2015, a Krystał Chersoń – Zoria Ługańsk 23 sierpnia 2015.
| MFK Mikołajów              | 2:1 | Metalist Charków       |             |
| Zirka Kirowohrad           | 1:1 | Karpaty Lwów           | dod., k.5:4 |
| Czerkaśkyj Dnipro Czerkasy | 1:3 | Stal Dnieprodzierżyńsk |             |
| Desna Czernihów            | 1:1 | Worskła Połtawa        | dod., k.2:4 |
| Bałkany Zoria              | 0:1 | Dnipro Dniepropetrowsk |             |
| Myr Hornostajiwka          | 0:2 | Czornomoreć Odessa     |             |
| FK Tarnopol                | 3:1 | Metałurh Zaporoże      |             |
| Arsenał Kijów              | 0:3 | Szachtar Donieck       |             |
| PFK Sumy                   | 0:1 | Obołoń-Browar Kijów    |             |
| Awanhard Kramatorsk        | 1:3 | FK Oleksandria         |             |
| Hirnyk Krzywy Róg          | 3:0 | Illicziweć Mariupol    |             |
| Helios Charków             | 1:0 | Howerła Użhorod        |             |
| Naftowyk-Ukrnafta Ochtyrka | 0:2 | Olimpik Donieck        |             |
| Hirnyk-Sport Komsomolsk    | 0:6 | Dynamo Kijów           |             |
| Krystał Chersoń            | 0:5 | Zoria Ługańsk          |             |
| Inhułeć Petrowe            | 0:2 | Wołyń Łuck             |             |

### 1/8 finału
Pierwsze mecze rozegrano 23 września 2015, a rewanże 27 oraz 28 października 2015 (oznaczono *).
|                     | 1 mecz | 2 mecz | Suma |                        | Uwagi |  |
| ------------------- | ------ | ------ | ---- | ---------------------- | ----- |  |
| Czornomoreć Odessa  | 0:1    | 0:0    | 0:1  | Worskła Połtawa        |       |  |
| MFK Mikołajów       | 0:2    | 0:5*   | 0:7  | Wołyń Łuck             |       |  |
| Helios Charków      | 0:2    | 1:3    | 1:5  | Zoria Ługańsk          |       |  |
| FK Tarnopol         | 0:5    | 0:4    | 0:9  | Szachtar Donieck       |       |  |
| Zirka Kirowohrad    | 1:1    | 0:2*   | 1:3  | FK Oleksandria         |       |  |
| Hirnyk Krzywy Róg   | 1:1    | 1:2*   | 2:3  | Stal Dnieprodzierżyńsk |       |  |
| Olimpik Donieck     | 0:2    | 2:3*   | 2:5  | Dnipro Dniepropetrowsk |       |  |
| Obołoń-Browar Kijów | 0:2    | 0:5    | 0:7  | Dynamo Kijów           |       |  |

### 1/4 finału
Pierwsze mecze rozegrano 1 i 2 marca (oznaczono *) 2016, a rewanże 6 kwietnia 2016 oprócz meczu Szachtar Donieck - Worskła Połtawa, który odbył się wcześniej 27 marca 2016.
|                        | 1 mecz | 2 mecz | Suma |                        | Uwagi |  |
| ---------------------- | ------ | ------ | ---- | ---------------------- | ----- |  |
| Stal Dnieprodzierżyńsk | 0:3*   | 1:4    | 1:7  | Dnipro Dniepropetrowsk |       |  |
| FK Oleksandria         | 1:1*   | 1:0    | 2:1  | Dynamo Kijów           |       |  |
| Wołyń Łuck             | 1:1    | 0:5    | 1:5  | Zoria Ługańsk          |       |  |
| Worskła Połtawa        | 0:4    | 2:1    | 2:5  | Szachtar Donieck       |       |  |

### 1/2 finału
Pierwsze mecze rozegrano 20 kwietnia, a rewanże 11 maja 2016.
|                        | 1 mecz | 2 mecz | Suma |                  | Uwagi |  |
| ---------------------- | ------ | ------ | ---- | ---------------- | ----- |  |
| Dnipro Dniepropetrowsk | 1:0    | 0:2    | 1:2  | Zoria Ługańsk    |       |  |
| FK Oleksandria         | 1:1    | 0:2    | 1:3  | Szachtar Donieck |       |  |

### Finał
| 21 maja 2016 17:00 | Zoria Ługańsk | 0:2Raport | Szachtar Donieck · 42' (57) Ołeksandr Hładky | Arena Lwów, Lwów Widzów: 34 915 Sędzia: Jewhen Aranowski (Kijów) |
|                    |               |           |                                              |                                                                  |

| Zdobywca Pucharu Ukrainy 2015/16 |
| -------------------------------- |
| Szachtar Donieck 10 tytuł        |
| ...                              |